# ヴェストラ・イェータランドリージョン
ヴェストラ・イェータランドリージョン (Väst Götalandsregionen) はヴェストラ・イェータランド県の公衆衛生と医療（一般、歯科、救急）を主に担当するランスティングである。ランスティング議会(landstingsfullmäktige)の定数は149。会派は中央の議会に議席を有する8政党で構成されている。
管轄地域が他県に比べて広いので、出先機関として事務局の支部がヨーテボリ以外にも5ヶ所に設けられている。